# 五大中文套裝軟體
五大中文套裝軟體，即Big-5軟體，是1984年由中華民國財團法人資訊工業策進會與台灣國內13家廠商合作進行「五大軟體專案」，所開發出來的五種中文套裝軟體，分別為「文書處理」、「資料庫」、「試算表」、「通訊」及「繪圖」。

## 影響
五大中文套裝軟體是資訊工業策進會邀集13家台灣廠商共同製作及推廣的商業軟體，但最後並未成功地取代國外軟體，推出市場後，使用者仍趨向選擇國外已大量使用的套裝軟體。
雖然五大中文套裝軟體沒有成功，但是這套中文軟體所共同使用的中文電腦內碼大五碼(Big-5)，卻成為台灣中文電腦內碼的業界主流，進而成為業界標準，這是因為大五碼內碼是業界的共通標準，並且已經使用的作業系統、應用軟體和儲存的資料庫內容不計其數，奠定其不可取代的地位。這也是未能推廣成功的五大中文套裝軟體的意料外成功。

### 衝碼之影響
儘管大五碼使用到UNIX及C語言也使用到的0x7C "|" 和0x5C "\"，導致有的衝碼問題，但一些無此問題的內碼，例如公會碼，卻無法取代大五碼。
「許功蓋」的衝碼問題造成中文資料處理之困擾，各界集思解決之道；直至通用字符集 / 統一碼出現，解決「許功蓋」的衝碼問題及字數不足問題，大五碼才開始漸漸被取代。

### 對交換碼之影響
大五碼的字數遠不如中文資訊交換碼及中文標準交換碼，但市場上主流中文系統幾乎都以大五碼當成中文交換碼並對缺字自行造字，而卻不願採用中文資訊交換碼或通用碼做中文交換碼。

## 参看
- 大五碼

## 外部連結
- 中文碼介紹（页面存档备份，存于）
- 數位雜談 中文的電腦或電腦的中文？
- 台灣網際網路發展史編撰研究計劃-曾黎明[永久]